# Golden Angel
Il Golden Angel (in ceco Zlatý Anděl) è un complesso amministrativo situato a Praga, progettato dall'architetto francese Jean Nouvel.
Nouvel ha avviato il progetto The Golden Angel nel 1994. La costruzione è stata avviata cinque anni dopo e il complesso è stato completato nel novembre 2000. Il proprietario dell'edificio è la società ING Real Estate.
L'edificio ha una forma curva e i bordi sono arrotondati. I vetri della facciata a strati consentono di variare l'aspetto dell'edificio durante il giorno. Le vetrate recano scritti alcune frasi tratte dagli scritti degli autori più noti di Praga tra cui; Jiří Orten, Konstantin Biebl, Franz Kafka, Guillaume Apollinaire, Rainer Maria Rilke e Gustav Meyrink.